# こまちなみ
こまちなみとは、石川県金沢市での歴史的な特色を残している町並み。金沢市が1994年（平成6年）4月1日に施行した金沢市こまちなみ保存条例に基づいてこまちなみ保存地区を指定して、歴史的な景観を保存・育成していく制度である。

## 概要
- 金沢市は、主に江戸時代の町屋や武家屋敷などが多く残されている都市であり、地域によって町並みにも個性が出ていることが多い。金沢市ではそれぞれ個性のある町並みを市民共有の財産と捉え、保存および育成を目指した制度がこまちなみという概念である。各市区町村が定める伝統的建造物群保存地区制度における金沢市独自の制度と言える。
- 金沢市こまちなみ保存条例（平成6年3月23日条例1号）で、こまちなみは「歴史的な価値を有する武家屋敷、町家、寺院その他の建造物又はこれらの様式を継承した建造物が集積し歴史的な特色を残すまちなみ」（第2条）と定義している。
- また、金沢市民に対しても「市民共通の貴重な財産であることを認識し、相互に連携及び協力をして、これらのこまちなみを保存育成」する旨の努力義務（第4条1項）を定めている。

## こまちなみの保存・制度運用

### 保存区域の指定
- こまちなみとして保存育成が必要な地域は金沢市長が指定を行う（第5条1項）。また、指定する地域の実情に応じて保存基準を定めて（第6条1項）、保存はその基準に合わせて行われる。
- こまちなみ保存地区においては建造物ごとの登録も出来る（第12条1項）。ただし、所有者の同意が必要となる（第12条2項）。

### 保存基準
- こまちなみの保存基準は以下の通り（第6条2項）。
  - 建築物その他の工作物の規模、位置、色彩、意匠及び形態（1号）
  - 木竹の態様（2号）
  - その他金沢市長が必要と定める事項（3号）

### 運用
- こまちなみ保存地区においては以下の行為を行う場合には届出が必要となる（第7条1項）。
  - 新築、増改築、大規模修繕、建造物の色彩変更
  - 木竹の伐採
- また、指定区域での建造物等の改修・復元には金沢市が行う支援制度が設けられている（第15条）。

## 指定区域
- こまちなみ指定区域は以下の通り。

| 指定区域 （旧町名を含む） | よみがな                                    | 区域面積 | 指定年月  | 町並みの系統 |
| ------------------------- | ------------------------------------------- | -------- | --------- | ------------ |
| 里見町                    | さとみちょう                                | 2.5ha    | 1995年4月 | 武士系       |
| 旧新町                    | きゅうしんちょう                            | 2.7ha    | 1995年4月 | 町家系       |
| 大野町                    | おおのまち                                  | 8.3ha    | 1996年5月 | 町家系       |
| 旧観音町                  | きゅうかんのんまち                          | 2.3ha    | 1996年6月 | 町家系       |
| 水溜町                    | みずためまち                                | 1.4ha    | 1997年6月 | 武士系       |
| 旧天神町                  | きゅうてんじんまち                          | 3.4ha    | 1998年1月 | 町家系       |
| 旧御歩町                  | きゅうおかちまち                            | 2.1ha    | 1998年6月 | 武士系       |
| 旧蛤坂町・旧泉寺町        | きゅうはまぐりざかまち きゅういずみてらまち | 6.0ha    | 1999年2月 | 町家系       |
| 旧彦三一番丁・旧母衣町    | きゅうひこそいちばんちょう きゅうほろまち   | 5.2ha    | 2000年6月 | 武士系       |
| 金石                      | かないわ                                    | 1.64ha   | 2002年4月 | 町家系       |

1. ↑  現在の尾張町二丁目
2. 1 2  現在の東山一丁目
3. ↑  現在の小立野五丁目および宝町
4. ↑  現在の寺町五丁目および野町一丁目
5. ↑  現在の彦三町一丁目および尾張町二丁目